# 3909 Gladys
3909 Gladys este un asteroid din centura principală, descoperit pe 15 mai 1988 de Kenneth Zeigler.